# Hydriomena aldricaria
Hydriomena aldricaria är en fjärilsart som beskrevs av William Schaus 1922. Hydriomena aldricaria ingår i släktet Hydriomena och familjen mätare. Inga underarter finns listade i Catalogue of Life.